# Ana María Cassan
Pour les articles homonymes, voir Cassan.
Ana María Cassan, née Anne-Marie Paillard le 12 février 1938 à Courbevoie et morte le 9 septembre 1960 dans le 4e arrondissement de Paris, était une actrice française qui fit la majeure partie de sa carrière en Argentine. Elle s'est suicidée à l'âge de 22 ans. Les raisons de cette décision tragique - notamment sa relation avec le réalisateur Paul Paviot - n'ont jamais été éclaircies. 

## Filmographie sélective
- 1957 : Le Conquérant solitaire de Bernard Roland
- 1960 : Pantalaskas de Paul Paviot

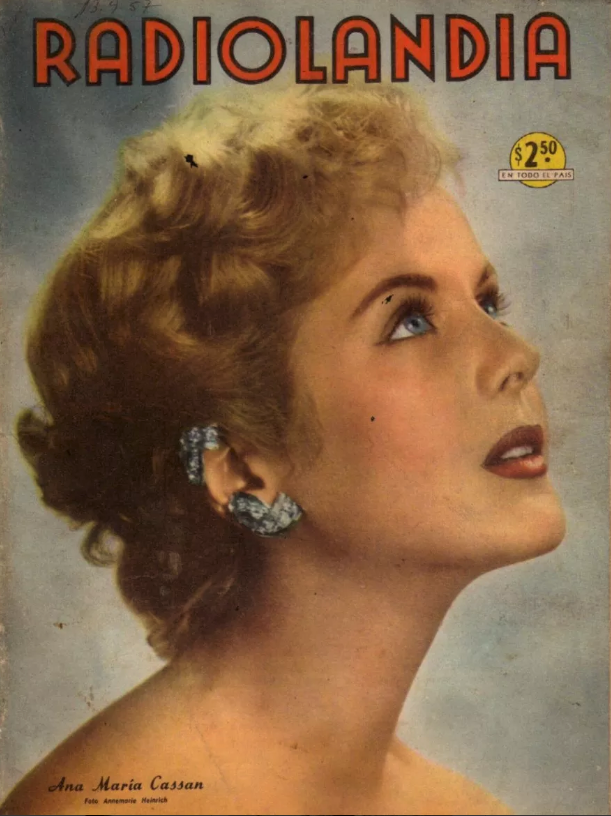
Ana María Cassan photographiée par Annemarie Heinrich pour Radiolandia en 1957